# روش‌های یافتن سیاره‌های فراخورشیدی
| سرعت شعاعی عکس برداری گذری زمان‌سنجی | تصویربرداری مستقیم میکرولنزینگ گرانشی |

| رصد مستقیم همگرایی گرانشی | گذر طیف‌سنجی داپلر زمان‌سنجی |

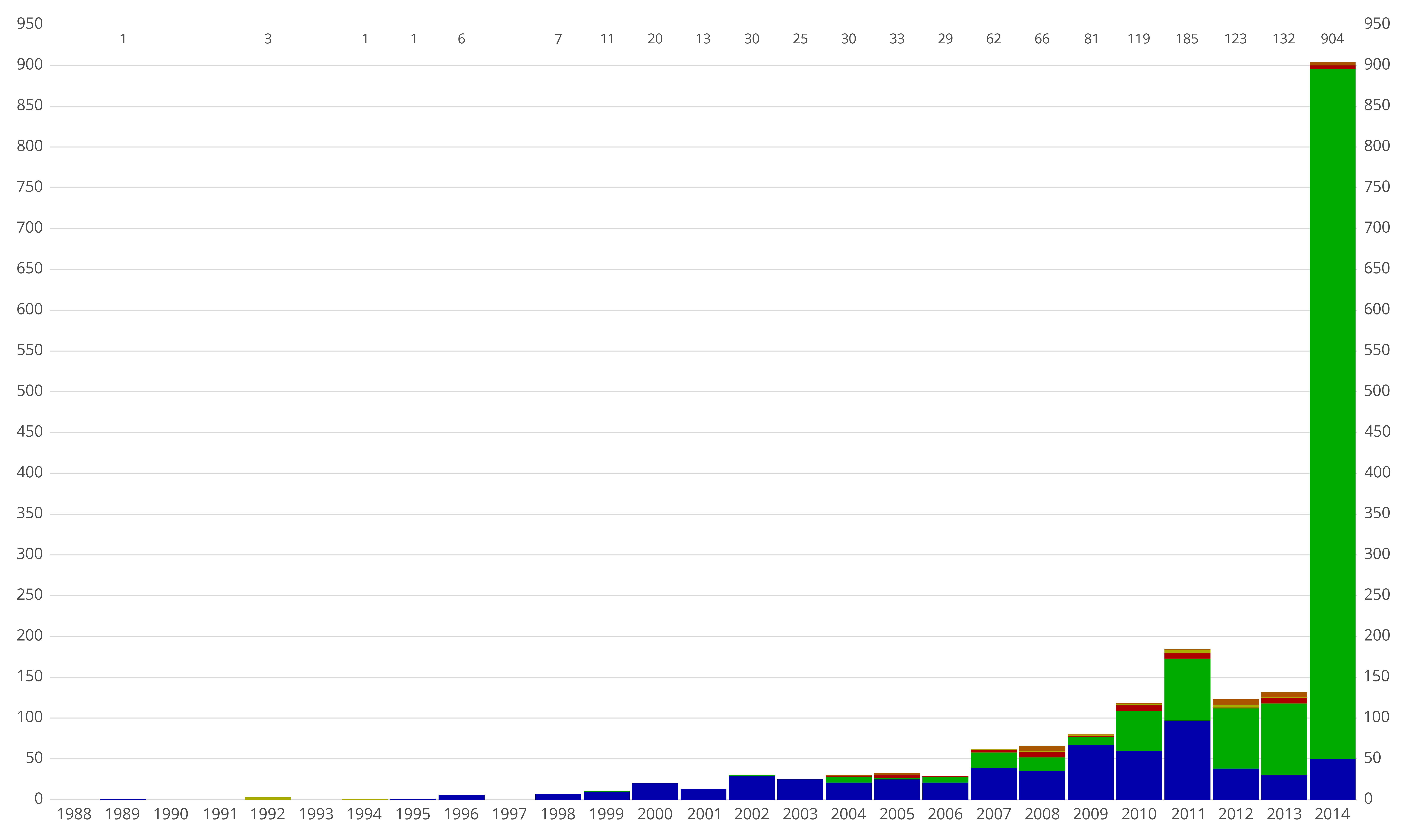
شمار سیاره‌های فراخورشیدی پیدا شده در هر سال تا سپتامبر ۲۰۱۴ میلادی. رنگ‌ها، روشی را که بشر توانسته با کمک آن به هستی این سیاره‌ها پی ببرد نشان می‌دهند.
سرعت شعاعی
عکس برداری گذری
زمان‌سنجی
تصویربرداری مستقیم
میکرولنزینگ گرانشی

شمار سیاره‌های فراخورشیدی پیدا شده در هر سال تا ۲۰۲۲ میلادی. رنگ‌ها، روشی را که با کمک آن به وجود این سیاره‌ها پی برده شده را نشان می‌دهند:
رصد مستقیم
همگرایی گرانشی
گذر
طیف‌سنجی داپلر
زمان‌سنجی

روش‌های یافتن سیاره‌های فراخورشیدی (به انگلیسی: Methods of detecting exoplanets) بررسی روش‌هایی است که تاکنون برای رویارویی با دشواری‌های نهادین فیزیکی در راهِ یافتن سیاره‌های فراخورشیدی پیدا شده و بکار رفته‌اند.
سیاره‌های فراخورشیدی در کنار ستارگانشان از زمین بسیار دورند. نزدیکترین ستارگان هنوز سال‌های نوری از منظومهُ شمسی فاصله دارند ولی سیاره‌ها خود دوری چندانی از ستارهُ بسیار بزرگتر و درخشان مادر ندارند. خورشید خود یک میلیون وسیصد هزار برابر از زمین بزرگتر است و زمین تنها در اندکی بیشتر از هشت دقیقهُ نوری با آن فاصله دارد.
در کنار این دو دشواری نهادین، نور بسیار کم سیاره در مقایسه با تابش خیره کنندهُ ستارهُ مادر، برای رصدکننده از فاصله‌های بسیار دور باعث پدید آمدن پدیدهُ آشنای خیرگی می‌شود که مشکلات بزرگی برای دیدن و دیده شدن در پیش پای جویندگان سیاره‌های فراخورشیدی می‌گذارد.

تنها شمار اندکی از سیارکهای یافته شده در سامانهٔ خورشیدی تاکنون نام‌گذاری شده‌اند. رنگ آبی مجموع٫ سبز شماره شده‌ها و نارنجی نام‌گذاری شده‌ها را نشان می‌دهد. با سیاره‌های فراخورشیدی شاید بهتر رفتار کنیم!

## روش‌هائی که کارایی خود را نشان داده‌اند
روش‌هایی که تاکنون دست‌کم با یافتن یک سیاره در عمل کارایی خود را نشان داده‌اند همه یکسان نیستند. هرچند که یافتن هر سیاره، براستی با همهٌ این دشواری‌ها روبروست حتی رصد مسقیم وعکس‌برداری از سیاره هم گاهی می‌تواند در شرایطی بکار رود. این روش تنها در مورد سیاره‌ای به نسبت بزرگتر و دورتر از ستارهٌ مادر، و نزدیک تر بودن آن سامانه به زمین شدنی است؛ بنابراین باید پذیرفت که هر سیاره؛ برای پی‌بردن به بودنش، شرایط ویژهٌ خود را دارد. با این همه روش عکس برداری گذری نشان داده که کارایی بسیار بالا و چشمگیری دارد.

## نقش تلسکوپ‌های فضایی
بیشتر سیاره‌های فراخورشیدی تأیید شده با استفاده از تلسکوپ‌های فضایی (تا ژانویه ۲۰۱۵) یافت شده‌اند. بسیاری از روش‌های دیگر شناسایی نیز می‌توانند با کمک تلسکوپ‌های فضایی کارآمد بهتری داشته‌باشند که اجتناب از ریزگردها و دیگر آشفتگی‌های اتمسفر بخشی از آن است.